# 足利義山
足利 義山（あしかが ぎざん、文政7年（1824年） - 明治43年（1910年））は、備後国（現在の広島県東部）出身の江戸時代後期から明治時代にかけての浄土真宗僧侶（勧学）。広島県福山市勝願寺第23代住職。実子に京都女子大学創始者の甲斐和里子や龍谷大学学長を務めた足利瑞義。孫に同朋舎を創った足利浄円。

## 略歴
文政7年（1824年）、備後国に生まれる。嘉永2年（1849年）に神辺の勝願寺に入る。宗学は石泉学派の創始である石泉僧叡の弟子であった慧海や泰巌に学ぶ。大教校教授、備後博練教校教授、安芸進徳教校教授を経て、明治23年（1890年）に大学林教員、仏教大学講師となる。明治24年（1891年）法嗣大谷峻麿（光瑞）の学事係を務め、大谷学問所において教行信証などを進講した。同年、東陽円月と滅罪義論争を展開し、円月の「体滅相存説」を批判して「いわれ滅罪説」を主張した。
明治23年（1890年）に勧学となり、明治28年（1895年）西本願寺の安居で「正信念仏偈」を講義した。明治30年（1897年）大学林綜理に就任する。僧叡の学系を承けるが、学派にこだわらず空華学派などの学説を広く尊重し、折衷的な学風を築いた。明治43年（1910年）に没する。

## 著作
著書に、『教行信証摘解』9巻、『真宗百題啓蒙』、『真宗俗門』、『真宗弁疑』、『二種深信対問』など

## 作句
慚愧の句
み光のうちにすむ身のおろかにも
死ぬてふことは淋しかりけり

よろこびの日に日に近くなりゆくを
よろこびえざるわが心かな

おどりあがりよろこぶべきをよろこばぬ
われをあはれとみそなはすらん

辞世の句
生まれずは 覚らじとこそ 誓ひてし
弥陀の御国へ 今ぞゆくなれ

## 家族
- 長男・日野義淵 - 広島の府中明浄寺に養子に入り日野姓となり、単身上京して本山に出仕、1900年から文学寮長、中央仏教中学設備委員、仏教高等中学長をつとめた[3]。
  - 孫・今村清子 - ハワイ開教総長・今村恵猛の妻。子に寛猛（ハワイ開教総長）、得之、光子、恵子（米国空軍軍人と結婚しGlenn姓となり、ハワイ・ロア・カレッジ(en:Hawaii Loa College)教授となった）[3]
- 長女・俵サト - 俵順亮の妻。[3]
  - 孫・足利浄円 - 勝願寺24世住職
- 三男・足利瑞義 - 龍谷大学元学長。本願寺の執行を5回、顧問を3回、仏教大学長および龍谷大学長、宗学院長を歴任し、勧学に任ぜられた。1932年に死去した義兄今村恵猛の後継としてハワイに渡り、1938年まで開教総長をつとめた。童謡「かもめの水兵さん」は、ハワイに渡航する瑞義を見送りに来た姪の武内俊子の作詞。[3]
- 五女・甲斐和里子 - 歌人、京都女子大学創始者
- 勝願寺の寺主・足利家は足利直冬流と伝わる。